# Sébastien Hamel
Sébastien Hamel (Arpajon, 20 novembre 1975) è un ex calciatore francese, di ruolo portiere.